# Léaupartie
Léaupartie ist eine französische Gemeinde mit 87 Einwohnern (Stand 1. Januar 2022) im Département Calvados in der Region Normandie. Sie gehört zum Kanton Mézidon Vallée d’Auge und zum Arrondissement Lisieux. 
Sie grenzt im Westen und im Nordwesten an Rumesnil, im Norden an Repentigny, im Nordosten an Auvillars, im Osten an La Roque-Baignard, im Süden an Montreuil-en-Auge und im Südwesten an Cambremer. Im Norden des Gemeindegebietes verläuft das Flüsschen Dorette.

## Weblinks

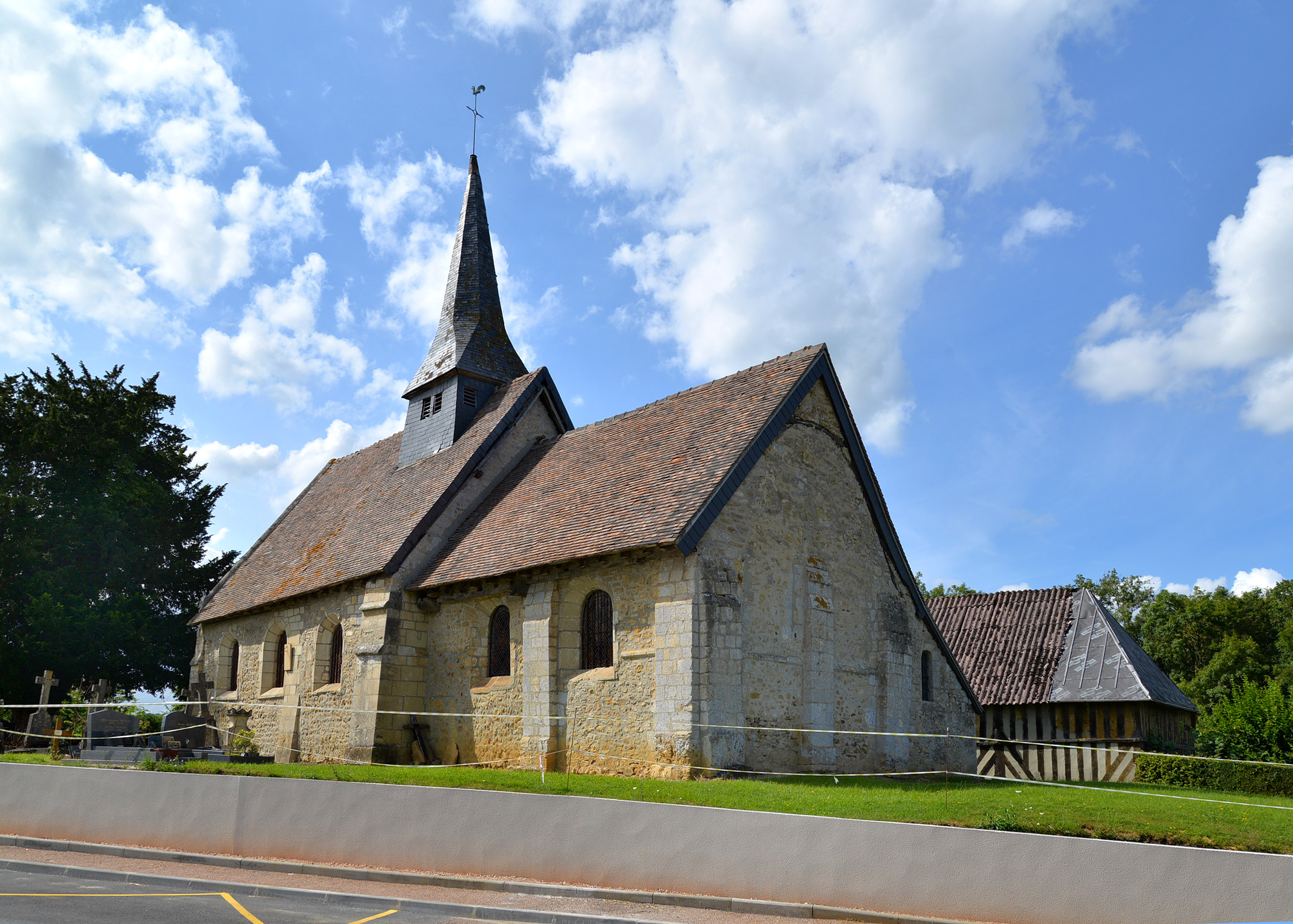
Kirche Saint-Germain

## Bevölkerungsentwicklung
| Jahr      | 1962 | 1968 | 1975 | 1982 | 1990 | 1999 | 2008 | 2015 |
| --------- | ---- | ---- | ---- | ---- | ---- | ---- | ---- | ---- |
| Einwohner | 74   | 55   | 47   | 48   | 47   | 62   | 71   | 91   |

## Sehenswürdigkeiten
- Kirche Saint-Germain